# Anett Schuck
Anett Schuck (Leipzig, 11 april 1970) is een Duitse kanovaarster.
Schuck behaalde haar grootste door zowel in 1996 als in 2000 olympisch goud te winnen in de K4 500m. Schuck werd twaalfmaal wereldkampioen.

## Belangrijkste resultaten

### Olympische Zomerspelen
| Editie | Plaats  | Resultaten         |
| ------ | ------- | ------------------ |
| 1996   | Atlanta | K4 500m            |
| 2000   | Sydney  | K4 500m HF K1 500m |

### Wereldkampioenschappen vlakwater
| Jaar | Plaats      | Resultaten                            |
| ---- | ----------- | ------------------------------------- |
| 1990 | Poznań      | K2 5000m                              |
| 1991 | Parijs      | K2 5000m                              |
| 1993 | Kopenhagen  | K2 5000m · K4 500m · K2 500m          |
| 1994 | Mexico-stad | K4 500m · K-4 200m                    |
| 1995 | Duisburg    | K2 500m · K4 500m · K4 200m           |
| 1997 | Dartmouth   | K2 200m · K2 500m · K4 200m · K4 500m |
| 1998 | Szeged      | K4 500m · K2 500m                     |
| 1999 | Milaan      | K4 500m                               |
| 2001 | Poznań      | K4 500m                               |
| 2002 | Sevilla     | K4 500 m · K4 200m                    |

1984: Agafia Constantin & Nastasia Ionescu & Tecla Marinescu & Maria Ştefan ·
1988: Anke Nothnagel & Ramona Portwich & Birgit Schmidt-Fischer & Heike Singer ·
1992: Kinga Czigány & Éva Dónusz & Rita Kőbán & Erika Mészáros ·
1996: Birgit Fischer & Manuela Mucke & Ramona Portwich & Anett Schuck ·
2000: Birgit Fischer & Manuela Mucke & Anett Schuck & Katrin Wagner-Augustin ·
2004: Birgit Fischer & Carolin Leonhardt & Maike Nollen & Katrin Wagner-Augustin ·
2008: Fanny Fischer & Nicole Reinhardt & Katrin Wagner-Augustin & Conny Waßmuth ·
2012: Krisztina Fazekas & Katalin Kovács & Danuta Kozák & Gabriella Szabó ·
2016: Tamara Csipes & Krisztina Fazekas-Zur & Danuta Kozák & Gabriella Szabó ·
2020: Kozák & Csipes & Kárász & Bodonyi ·
2024: Carrington & Hoskin & Brett & Vaughan